# Delphacodes difficilis
Delphacodes difficilis är en insektsart som först beskrevs av Edwards 1888.  Delphacodes difficilis ingår i släktet Delphacodes och familjen sporrstritar. Inga underarter finns listade i Catalogue of Life.